# Eliminatórias da Copa do Mundo FIFA de 1958
Um total de 55 times se inscreveram para as Eliminatórias da Copa do Mundo FIFA de 1958, competindo por um total de 16 vagas na fase final. A Suécia, como país-sede, e a Alemanha Ocidental, como defensores do título, se classificaram automaticamente, deixando 14 vagas.
As Eliminatórias das quatro Copas anteriores eram bastante confusas, com regras controversas e muitas desistências. Deste torneio em diante, a FIFA decidiu dividir os times em várias zonas continentais, garantindo um pré-determinado número de vagas na fase final para cada zona, e delegar a organização dos torneios qualificatórios para essas confederações: UEFA da Europa, CONMEBOL da América do Sul, CONCACAF da América do Norte, América Central e Caribe, CAF da África e AFC da Ásia (e também a OFC da Oceania que seria fundada anos mais tarde). Essas ações levaram um processo de classificação mais organizado com regras mais claras, mas não ainda à prova de desistências.
As 16 vagas disponíveis na Copa do Mundo de 1958 seriam distribuídos entre as zonas continentais da seguinte maneira:
- Europa (UEFA): 11 vagas, 2 delas iriam à Suécia e à Alemanha Ocidental que se classificaram automaticamente, enquanto as outras 9 vagas foram disputadas por 27 times.
- América do Sul (CONMEBOL): 3 vagas disputadas por 9 times.
- América do Norte, América Central e Caribe (CONCACAF): 1 vaga disputada por 6 times.
- África (CAF) e Ásia (AFC): 1 vaga disputada por 11 times (incluindo Israel, Chipre e Turquia).

Porém, a FIFA impôs uma regra que determinava que nenhuma equipe se qualificaria sem ao menos jogar uma partida nas Eliminatórias pois muitos times haviam se classificado para as Copas do Mundo anteriores sem jogar por causa da desistência de seus oponentes. Uma vez que Israel venceu a zona africano-asiática nessas circunstâncias, a FIFA demandou uma repescagem contra algum time europeu que inicialmente não havia se classificado, e o vencedor dessa repescagem avançaria. Assim, efetivamente, um total de 11,5 vagas foram reservadas à Europa e apenas 0,5 vaga foi garantida a África e Ásia.
Um total de 46 times jogaram pelo menos uma partida das Eliminatórias. Um total de 89 partidas foram disputadas com 341 gols marcados (uma média de 3,83 por jogo).
Abaixo estão as datas e resultados das eliminatórias.

## Europa
Os 27 times foram divididos em 9 grupos de 3 times cada que se enfrentariam em jogos de ida e volta. O campeão do grupo se classificou.

### UEFA - Grupo 1
| Pos. | Seleção    | P | J | V | E | D | GP | GC | SG  |
| ---- | ---------- | - | - | - | - | - | -- | -- | --- |
| 1    | Inglaterra | 7 | 4 | 3 | 1 | 0 | 15 | 5  | +10 |
| 2    | Irlanda    | 5 | 4 | 2 | 1 | 1 | 6  | 7  | –1  |
| 3    | Dinamarca  | 0 | 4 | 0 | 0 | 4 | 4  | 13 | –9  |

| 3 de outubro de 1956 | Irlanda                      | 2 – 1     | Dinamarca      | Dalymount Park, Dublin                                                           |
|                      | Curtis 27' · Gavin 45' (pen) | Relatório | Aa. Jensen 85' | Público: 32 600 Árbitro: ENG Alf Bond Auxiliares: Robert Davidson, Hugh Phillips |

| 5 de dezembro de 1956 | Inglaterra                             | 5 – 2     | Dinamarca           | Molineux Stadium, Wolverhampton                                                            |
|                       | Taylor 2', 26', 52' · Edwards 66', 77' | Relatório | O. Nielsen 27', 32' | Público: 54 083 Árbitro: FRA Maurice Guigue Auxiliares: Jacques Devillers, Pierre Schwinte |

| 8 de maio de 1957 | Inglaterra                            | 5 – 1     | Irlanda    | Wembley, Londres                                                             |
|                   | Taylor 10', 19', 40' · Atyeo 38', 90' | Relatório | Curtis 56' | Público: 52 000 Árbitro: SCO Hugh Phillips Auxiliares: A. Purves, W. Leggatt |

| 15 de maio de 1957 | Dinamarca     | 1 – 4     | Inglaterra                               | Idrætsparken, Copenhague                                                                    |
|                    | J. Jensen 27' | Relatório | Haynes 28' · Taylor 71', 86' · Atyeo 75' | Público: 35 000 Árbitro: FRG Albert Dusch Auxiliares: Günther Baumgärtel, Walter Zimmermann |

| 19 de maio de 1957 | Irlanda      | 1 – 1     | Inglaterra | Dalymount Park, Dublin                                                       |
|                    | Ringstead 3' | Relatório | Atyeo 90'  | Público: 36 000 Árbitro: SCO Hugh Phillips Auxiliares: A. Purves, W. Leggatt |

| 2 de outubro de 1957 | Dinamarca | 0 – 2     | Irlanda                  | Idrætsparken, Copenhague                                                          |
|                      |           | Relatório | Cummins 53' · Curtis 61' | Público: 28 000 Árbitro: GDR Gerhard Schulz Auxiliares: Rune Igesten, Bertil Lööw |

### UEFA - Grupo 2
| Pos. | Seleção  | P | J | V | E | D | GP | GC | SG  |
| ---- | -------- | - | - | - | - | - | -- | -- | --- |
| 1    | França   | 7 | 4 | 3 | 1 | 0 | 19 | 4  | +15 |
| 2    | Bélgica  | 5 | 4 | 2 | 1 | 1 | 16 | 11 | +5  |
| 3    | Islândia | 0 | 4 | 0 | 0 | 4 | 6  | 26 | –20 |

| 11 de novembro de 1956 | França                                         | 6 – 3     | Bélgica                     | Olympique de Colombes, Paris                                                      |
|                        | Cisowski 13', 15', 44', 72', 88' · Vincent 18' | Relatório | Houf 16' · Willems 61', 67' | Público: 46 049 Árbitro: John Harold Clough Auxiliares: A.S. Thomas, John Hunting |

| 2 de junho de 1957 | França                                                                              | 8 – 0     | Islândia | Marcel Saupin, Nantes                                             |
|                    | Oliver 6', 11' · Vincent 29', 83' · Dereuddre 36' · Piantoni 45', 81' · Brahimi 49' | Relatório |          | Público: 15 080 Árbitro: Arthur Ellis Auxiliares: Cook, Brandwood |

| 5 de junho de 1957 | Bélgica                                                                               | 8 – 3     | Islândia                          | Estádio de Heysel, Bruxelas                                                |
|                    | Orlans 4', 57' · Piters 11' · Vandenberg 12' · Mees 22', 26' · Coppens 42', 44' (pen) | Relatório | Thordarson 33', 77' · Jónsson 81' | Público: 6 792 Árbitro: Ady Blitgen Auxiliares R. van Graes, Normand Mootz |

| 1 de setembro de 1957 | Islândia       | 1 – 5     | França                                              | Laugardalsvöllur Stadium, Reykjavik                                     |
|                       | T. Jónsson 64' | Relatório | Cisowski 29', 32' · Uljaki 48', 66' · Wisnieski 53' | Público: 9 000 Árbitro: Robert Davidson Auxiliares: Kyle Tiri, G. Braid |

| 4 de setembro de 1957 | Islândia                       | 2 – 5     | Bélgica                                               | Laugardalsvöllur Stadium, Reykjavik                                     |
|                       | R. Jónsson 1' · T. Jónsson 65' | Relatório | van Herpe 9' · Willems 40' · Vandenberg 64', 81', 89' | Público: 7 000 Árbitro: Robert Davidson Auxiliares: Kyle Tiri, G. Braid |

| 27 de outubro de 1957 | Bélgica | 0 – 0     | França | Estádio de Heysel, Bruxelas                                       |
|                       |         | Relatório |        | Público: 56 497 Árbitro: Leo Helge Tage Sørensen, Valdemar Hansen |

### UEFA - Grupo 3
| Pos. | Seleção  | P | J | V | E | D | GP | GC | SG  |
| ---- | -------- | - | - | - | - | - | -- | -- | --- |
| 1    | Hungria  | 6 | 4 | 3 | 0 | 1 | 12 | 4  | +8  |
| 2    | Bulgária | 4 | 4 | 2 | 0 | 2 | 11 | 7  | +4  |
| 3    | Noruega  | 2 | 4 | 1 | 0 | 3 | 3  | 15 | –12 |

| 22 de maio de 1957 | Noruega          | 1 – 2     | Bulgária          | Ullevål Stadion, Oslo                                                                 |
|                    | Hennum 47' (pen) | Relatório | Dimitrov 38', 75' | Público: 27 542 Árbitro: Gösta Lindberg Auxiliares: Sven Rydberg, John-Erik Andersson |

| 12 de junho de 1957 | Noruega                      | 2 – 1     | Hungria   | Ullevål Stadion, Oslo              |
|                     | Hennum 10' · Kristiansen 78' | Relatório | Tichy 43' | Público: 25 724 Árbitro: Leo Helge |

| 23 de junho de 1957 | Hungria                                | 4 – 1     | Bulgária  | Népstadion, Budapeste                                                                      |
|                     | Machos 5', 14', 30' · Bozsik 52' (pen) | Relatório | Kolev 69' | Público: 60 000 Árbitro: Maurice Guigue Auxiliares: Louis Fauquemberghe, Jacques Devillers |

| 15 de setembro de 1957 | Bulgária | 1 – 2     | Hungria           | Vassil Levski Stadion, Sofia                                                             |
|                        | Diev 43' | Relatório | Hidegkuti 2', 34' | Público: 50 000 Árbitro: Giorgio Bernardi Assistentes: Armando Marchetti, Mario Maurelli |

| 3 de novembro de 1957 | Bulgária                                                           | 7 – 0     | Noruega | Vassil Levski Stadion, Sofia                                                       |
|                       | Iliev 6', 60', 74' · Panayotov 29', 32' · Ianev 59' · Debarski 77' | Relatório |         | Público: 22 120 Árbitro: Martin Macko Assistentes: Karol Pacovsky, Artorir Urbovec |

| 10 de novembro de 1957 | Hungria                                                | 5 – 0     | Noruega | Népstadion, Budapeste                                                                    |
|                        | Sándor 12' · Csordás 20', 71' · Machos 69' · Falch 75' | Relatório |         | Público: 91 000 Árbitro: GER Albert Dusch Assistentes Albert Meissher, Josef Kandlbinder |

### UEFA - Grupo 4
| Pos. | Seleção           | P | J | V | E | D | GP | GC | SG |
| ---- | ----------------- | - | - | - | - | - | -- | -- | -- |
| 1    | Tchecoslováquia   | 6 | 4 | 3 | 0 | 1 | 9  | 3  | +6 |
| 2    | País de Gales     | 4 | 4 | 2 | 0 | 6 | 6  | 5  | +1 |
| 3    | Alemanha Oriental | 2 | 4 | 1 | 0 | 3 | 5  | 12 | –7 |

| 1 de maio de 1957 | País de Gales | 1 – 0     | Tchecoslováquia | Ninian Park, Cardiff                                         |
|                   | Vernon 75'    | Relatório |                 | Árbitro: Jan Bronkhorst Auxiliares: P. Heinemann, G. De Boer |

| 19 de maio de 1957 | Alemanha Oriental      | 2 – 1     | País de Gales | Zentralstadion, Leipzig                                                 |
|                    | Wirth 21' · Tröger 61' | Relatório | Charles 6'    | Árbitro: Nikolay Latyshev Assistentes: Ivan Lukjanov, Nikolai Chlopotin |

| 26 de maio de 1957 | Tchecoslováquia        | 2 – 0     | País de Gales | Praga                                                        |
|                    | Daniel 21' · Kraus 65' | Relatório |               | Árbitro: Paul Wyssling Assistentes: Max Boshardt, Willy Lier |

| 16 de junho de 1957 | Tchecoslováquia                     | 3 – 1     | Alemanha Oriental | Spartak Stadium, Brno                                            |
|                     | Kraus 60' · Bubník 81' · Molnár 89' | Relatório | Wirth 18'         | Árbitro: Karl Ingeman Assistentes: Tage Soneman, Valdemar Hansen |

| 25 de setembro de 1957 | País de Gales                    | 4 – 1     | Alemanha Oriental | Ninian Park, Cardiff                                           |
|                        | Palmer 38', 44', 73' · Jones 42' | Relatório | Kaiser 57'        | Árbitro: Reginald Leafe Assistentes: R.T. Langdale, E. Woolley |

| 27 de outubro de 1957 | Alemanha Oriental | 1 – 4     | Tchecoslováquia                          | Zentralstadion, Leipzig                                       |
|                       | Müller 35'        | Relatório | Kraus 4', 88' · Moravčík 23' · Novák 43' | Árbitro: Pierre Schwinte Assistentes: Joseph Barbéran, Becret |

- Classificada: Tchecoslováquia. O País de Gales ainda teria outra chance de classificação após ser designado para enfrentar Israel numa repescagem.

### UEFA - Grupo 5
| Pos. | Seleção       | P | J | V | E | D | GP | GC | SG  |
| ---- | ------------- | - | - | - | - | - | -- | -- | --- |
| 1    | Áustria       | 7 | 4 | 3 | 1 | 0 | 14 | 3  | +11 |
| 2    | Países Baixos | 5 | 4 | 2 | 1 | 1 | 12 | 7  | +5  |
| 3    | Luxemburgo    | 0 | 4 | 0 | 0 | 4 | 3  | 19 | –16 |

| 30 de setembro de 1956 | Áustria                                                                         | 7 – 0     | Luxemburgo | Praterstadion, Viena                                                  |
|                        | Hanappi 18', 25' · Walzhofer 51' · Wagner 62', 77' · Kozlicek 71' · Haummer 79' | Relatório |            | Árbitro: Francesco Leverani Assistentes: Gino Rigato Ermínio Piemonte |

| 20 de março de 1957 | Países Baixos                                       | 4 – 1     | Luxemburgo   | Stadion Feijenoord, Roterdã                                            |
|                     | Van der Gijp 27', 30' · Dillen 72' · Brusselers 80' | Relatório | Halsdorf 34' | Árbitro: Werner Treischel Assistentes: Johannes Malka, Günther Sparing |

| 26 de maio de 1957 | Áustria                                  | 3 – 2     | Países Baixos      | Praterstadion, Viena                                                    |
|                    | Koller 47' · Buzek 80' · Stotz 89' (pen) | Relatório | Van Melis 30', 32' | Árbitro: Emil Schmetzer Assistentes: Rudolf Kreitlein, Kurt Tschenscher |

| 11 de setembro de 1957 | Luxemburgo              | 2 – 5     | Países Baixos                                               | Stadion Feijenoord, Roterdã                                   |
|                        | Fiedler 5' · Letsch 58' | Relatório | Lenstra 15', 28' · Wilkes 26' · Van Melis 35' · Rijvers 54' | Árbitro: Archie Murdoch Assistentes: George McCabe, L. Horner |

| 25 de setembro de 1957 | Países Baixos | 1 – 1     | Áustria     | Olympisch Stadion, Amsterdã                              |
|                        | Lenstra 63'   | Relatório | Hanappi 29' | Árbitro: Arthur Ellis Assistentes: Henham, Steve Hammond |

| 29 de setembro de 1957 | Luxemburgo | 0 – 3     | Áustria                                   | Josy Barthel, Luxemburgo                                          |
|                        |            | Relatório | Dienst 19' · Buzek 47' · Senekowitsch 66' | Árbitro: Gérard Versyp Assistentes: Gaston Grandain, Hais Smiolts |

### UEFA - Grupo 6
| Pos. | Seleção         | P | J | V | E | D | GP | GC | SG  |
| ---- | --------------- | - | - | - | - | - | -- | -- | --- |
| 1=   | Polónia         | 6 | 4 | 3 | 0 | 1 | 9  | 5  | +4  |
| 1=   | União Soviética | 6 | 4 | 3 | 0 | 1 | 16 | 3  | +13 |
| 3    | Finlândia       | 0 | 4 | 0 | 0 | 4 | 2  | 19 | –17 |

| 23 de junho de 1957 | União Soviética                         | 3 – 0     | Polónia | Lenin Stadion, Moscou                                                |
|                     | Tatushin 10' · Simonyan 57' · Ilyin 77' | Relatório |         | Árbitro: John Harold Clough Assistentes: Cecil Porter, William North |

| 5 de julho de 1957 | Finlândia    | 1 – 3     | Polónia                 | Olympiastadion, Helsinque                                            |
|                    | Vanhanen 72' | Relatório | Jankowski 19', 56', 65' | Árbitro: Birger Nilsen Assistentes: Gunnar Andersen, Trygve Dahlgren |

| 27 de julho de 1957 | União Soviética        | 2 – 1     | Finlândia    | Dynamo Stadion, Moscou                               |
|                     | Voinov 23' · Netto 62' | Relatório | Lahtinen 42' | Árbitro: Franz Mayer Assistentes: J. Stalt, O. Zigel |

| 15 de agosto de 1957 | Finlândia | 0 – 10    | União Soviética                                                                         | Olympiastadion, Helsinque                                               |
|                      |           | Relatório | Netto 6' · Simonyan 9', 13', 31' · Isayev 12', 20' · Strelzov 29', 49' · Ilyin 60', 87' | Árbitro: Aksel Asmussen Assistentes: Carl Werner Hansen, Helge Andersen |

| 20 de outubro de 1957 | Polónia          | 2 – 1     | União Soviética | Stadion Slaski, Chorzów                                              |
|                       | Cieślik 43', 50' | Relatório | Ivanov 79'      | Árbitro: John Harold Clough Assistentes: Cecil Porter, William North |

| 3 de novembro de 1957 | Polónia                                      | 4 – 0     | Finlândia | Varsóvia              |
|                       | Gawlik 2' · Brychczy 5', 50' · Jankowski 65' | Relatório |           | Árbitro: Albert Dusch |

Polônia e União Soviética empataram nos pontos e um jogo desempate foi jogado em campo neutro para definir quem ficaria com a vaga.
| 24 de novembro de 1957 | União Soviética             | 2 – 0     | Polónia | Zentralstadion, Leipzig                                            |
|                        | Strelzov 31' · Fiedosow 75' | Relatório |         | Árbitro: John Harold Clough Assistentes: David Blues, Norman Wilde |

### UEFA - Grupo 7
| Pos. | Seleção    | P | J | V | E | D | GP | GC | SG |
| ---- | ---------- | - | - | - | - | - | -- | -- | -- |
| 1    | Iugoslávia | 6 | 4 | 2 | 2 | 0 | 7  | 2  | +5 |
| 2    | Romênia    | 5 | 4 | 2 | 1 | 1 | 6  | 4  | +2 |
| 3    | Grécia     | 1 | 4 | 0 | 1 | 3 | 2  | 9  | –7 |

| 5 de maio de 1957 | Grécia | 0 – 0     | Iugoslávia | Panathenaic Stadium, Atenas                                    |
|                   |        | Relatório |            | Árbitro: Jacques Devillers Assitentes: Le Men, Marcel Lequesne |

| 16 de junho de 1957 | Grécia                 | 1 – 2     | Romênia | Panathenaic Stadium, Atenas                                 |
|                     | Panakis 29' · Ozon 78' | Relatório | Ene 15' | Árbitro: Edouard Harzic Assitentes: Le Men, Pierre Schwinte |

| 29 de setembro de 1957 | Romênia | 1 – 1     | Iugoslávia | 23 August Stadium, Bucareste                                       |
|                        | Ene 78' | Relatório | Mujić 79'  | Árbitro: Franz Grill Auxiliares: Victor Chebat, Alfred Haberfelner |

| 3 de novembro de 1957 | Romênia                                            | 3 – 0     | Grécia | 23 August Stadium, Bucareste                                    |
|                       | Petschowski 51' (pen) · Tataru 64' · Cacoveanu 67' | Relatório |        | Árbitro: Pierre Schwinte Auxiliares: Anohe Miel, Maurice Bondon |

| 10 de novembro de 1957 | Iugoslávia                                | 4 – 1     | Grécia         | Stadion J.N.A., Belgrado                                            |
|                        | Mujić 6', 61' · Krstić 9' · Petaković 67' | Relatório | Nestoridis 28' | Árbitro: Cesare Jonni Auxiliares: Piero Angelini, Fiorenzo Annoscia |

| 17 de novembro de 1957 | Iugoslávia           | 2 – 0     | Romênia | Stadion Narodna Armia, Belgrado                                 |
|                        | Milutinović 52', 58' | Relatório |         | Árbitro: Friedrich Seipelt Auxiliares: Franz Mayer, Karl Kainer |

### UEFA - Grupo 8
| Pos. | Seleção          | P | J | V | E | D | GP | GC | SG |
| ---- | ---------------- | - | - | - | - | - | -- | -- | -- |
| 1    | Irlanda do Norte | 5 | 4 | 2 | 1 | 1 | 6  | 3  | +3 |
| 2    | Itália           | 4 | 4 | 2 | 0 | 2 | 5  | 5  | 0  |
| 3    | Portugal         | 3 | 4 | 1 | 1 | 2 | 4  | 7  | –3 |

| 16 de janeiro de 1957 | Portugal    | 1 – 1     | Irlanda do Norte | José Alvalade, Lisboa                                                |
|                       | Vasques 24' | Relatório | Bingham 6'       | Árbitro: Marcel Lequesne Auxiliares: Maurice Guigue, Pierre Schwinte |

| 25 de abril de 1957 | Itália     | 1 – 0     | Irlanda do Norte | Olímpico, Roma                                                         |
|                     | Cervato 4' | Relatório |                  | Árbitro: Maurice Guigue Auxiliares: Louis Fauquemberghe, Eduard Harzig |

| 1 de maio de 1957 | Irlanda do Norte                            | 3 – 0     | Portugal | Windsor Park, Belfast                                     |
|                   | Casey 22' · Simpson 60' · McIlroy 70' (pen) | Relatório |          | Árbitro: Hugh Phillips Auxiliares: J.S. Wilson, J. Frater |

| 26 de maio de 1957 | Portugal                                 | 3 – 0     | Itália | Estádio Nacional, Lisboa |
|                    | Vasques 42' · Teixeira 84' · Matateu 88' | Relatório |        | Árbitro: Werner Treichel |

| 22 de dezembro de 1957 | Itália                           | 3 – 0     | Portugal | San Siro, Milão                                                |
|                        | Gratton 36', 73' · Pivatelli 85' | Relatório |          | Árbitro: Ecio Damjani Auxiliares: Vasa Stefanovic, Leo Lemesic |

| 15 de janeiro de 1958 | Irlanda do Norte       | 2 – 1     | Itália       | Windsor Park, Belfast                                            |
|                       | McIlroy 14' · Cush 29' | Relatório | Da Costa 56' | Árbitro: István Zsolt Auxiliares: Zoltán Virág, Laudor Harangozo |

- A partida entre Itália e Irlanda do Norte foi marcada originalmente para o dia 4 de dezembro de 1957, mas devido a neblina em Londres que impediu o árbitro István Zsolt (gerente da Ópera de Budapeste) de chegar a tempo. o jogo foi adiado, mas o jogo continuou como um amistoso e terminou em 2-2 e a torcida (enfurecida com o adiamento da partida) invadiu o campo. O jogo "amistoso" foi apelidado de Batalha de Belfast. Danny Blanchflower, capitão da Irlanda do Norte na época, ajudou na situação ordenando que seus jogadores escoltassem seus colegas italianos fora de campo enquanto a polícia lidava com a multidão.

### UEFA - Grupo 9
| Pos. | Seleção | P | J | V | E | D | GP | GC | SG |
| ---- | ------- | - | - | - | - | - | -- | -- | -- |
| 1    | Escócia | 6 | 4 | 3 | 0 | 1 | 10 | 9  | +1 |
| 2    | Espanha | 5 | 4 | 2 | 1 | 1 | 12 | 8  | +4 |
| 3    | Suíça   | 1 | 4 | 0 | 1 | 3 | 6  | 11 | –5 |

| 10 de março de 1957 | Espanha                   | 2 – 2     | Suíça        | Santiago Bernabéu, Madrid                                            |
|                     | Suárez 30' · González 48' | Relatório | Hügi 6', 67' | Árbitro: Erich Asmunssen Auxiliares: Emil Schmetzer, Günther Sparing |

| 8 de maio de 1957 | Escócia                                   | 4 – 2     | Espanha                 | Hampden Park, Glasgow                                                   |
|                   | Mudie 22', 70', 79' · Hewie 41' (pen) 41' | Relatório | Suárez 19' · Kubala 28' | Árbitro: Albert Dusch Auxiliares: Günther Baumgärtel, Walter Zimmermann |

| 19 de maio de 1957 | Suíça          | 1 – 2     | Escócia              | St. Jakob Park, Basileia                                      |
|                    | Vonlanthen 13' | Relatório | Mudie 33' · Ring 71' | Árbitro: Friedrich Seipelt Auxiliares: M. Landa, Rudolf Roman |

| 26 de maio de 1957 | Espanha                                  | 4 – 1     | Escócia   | Santiago Bernabéu, Madrid                            |
|                    | Matos 11' · Kubala 33' · Basora 60', 87' | Relatório | Smith 79' | Árbitro: Reginald Leafe Auxiliares: N. Fox, F. Cowen |

| 6 de novembro de 1957 | Escócia                               | 3 – 2     | Suíça                     | Hampden Park, Glasgow                                          |
|                       | Robertson 29' · Mudie 52' · Scott 70' | Relatório | Riva 35' · Vonlanthen 79' | Árbitro: Reginald Leafe Auxiliares: Kevin Howley, G.N. Hartley |

| 24 de novembro de 1957 | Suíça        | 1 – 4     | Espanha                               | Stade Olympique de la Pontaise, Lausanne                            |
|                        | Ballaman 61' | Relatório | Kubala 19', 72' · Di Stéfano 24', 55' | Árbitro: Albert Alsteen Auxiliares: Gaston Grandain, Arthur Flavier |

## América do Sul
Os 9 times foram divididos em 3 grupos com 3 times em cada e se enfrentariam em jogos de ida e volta. O campeão do grupo se classificaria. O Brasil se classificou com um empate e uma vitória sobre o Peru. A surpresa foi a eliminação do Uruguai, que caiu por 5 a 0 diante do Paraguai, em Assunção. A Argentina venceu o grupo que tinha também Chile e Bolívia e ficou com a outra vaga.

### CONMEBOL - Grupo 1
| Pos. | Seleção | P | J | V | E | D | GP | GC | SG |
| ---- | ------- | - | - | - | - | - | -- | -- | -- |
| 1    | Brasil  | 3 | 2 | 1 | 1 | 0 | 2  | 1  | +1 |
| 2    | Peru    | 1 | 2 | 0 | 1 | 1 | 1  | 2  | –1 |

A  Venezuela desistiu.
| 13 de abril de 1957 | Peru      | 1 – 1     | Brasil    | Estádio Nacional do Peru, Lima                                                         |
|                     | Terry 37' | Relatório | Índio 48' | Público: 42 000 Árbitro: URU Washington Rodríguez Auxiliares: Erwin Hieger, Bert Cross |

| 21 de abril de 1957 | Brasil   | 1 – 0     | Peru | Maracanã, Rio de Janeiro                                                          |
|                     | Didi 11' | Relatório |      | Público: 120 000 Árbitro: URU Esteban Marino Auxiliares: Erwin Hieger, Bert Cross |

### CONMEBOL - Grupo 2
| Pos. | Seleção   | P | J | V | E | D | GP | GC | SG |
| ---- | --------- | - | - | - | - | - | -- | -- | -- |
| 1    | Argentina | 6 | 4 | 3 | 0 | 1 | 10 | 2  | +8 |
| 2    | Bolívia   | 4 | 4 | 2 | 0 | 2 | 6  | 6  | 0  |
| 3    | Chile     | 2 | 4 | 1 | 0 | 3 | 2  | 10 | –8 |

| 23 de setembro de 1957 | Chile                  | 2 – 1     | Bolívia   | Estádio Nacional, Santiago                                                |
|                        | Díaz 62' · Ramirez 68' | Relatório | Alcon 36' | Árbitro: Paul Wyssling Auxiliares: Juan Carlos Armental, João Etzel Filho |

| 29 de setembro de 1957 | Bolívia                       | 3 – 0     | Chile | Hernando Siles, La Paz                                                    |
|                        | García 30' · Alcocer 70', 86' | Relatório |       | Árbitro: Paul Wyssling Auxiliares: Juan Carlos Armental, João Etzel Filho |

| 6 de outubro de 1957 | Bolívia                   | 2 – 0     | Argentina | Hernando Siles, La Paz                                                    |
|                      | Alcocer 13' · Ramírez 75' | Relatório |           | Árbitro: Paul Wyssling Auxiliares: Juan Carlos Armental, João Etzel Filho |

| 13 de outubro de 1957 | Chile | 0 – 2     | Argentina                | Estádio Nacional, Santiago |
|                       |       | Relatório | Menéndez 40' · Conde 68' | Árbitro: Paul Wyssling     |

| 20 de outubro de 1957 | Argentina                                    | 4 – 0     | Chile | La Bombonera, Buenos Aires                                              |
|                       | Corbatta 1', 40' · Menéndez 13' · Zárate 15' | Relatório |       | Árbitro: Paul Wyssling Auxiliares: Washington Rodriguez, Estebán Marino |

| 27 de outubro de 1957 | Argentina                                           | 4 – 0     | Bolívia | Libertadores de América, Avellaneda                                     |
|                       | Zárate 9' · Prado 66' · Menéndez 68' · Corbatta 69' | Relatório |         | Árbitro: Paul Wyssling Auxiliares: Washington Rodriguez, Estebán Marino |

### CONMEBOL - Grupo 3
| Pos. | Seleção  | P | J | V | E | D | GP | GC | SG |
| ---- | -------- | - | - | - | - | - | -- | -- | -- |
| 1    | Paraguai | 6 | 4 | 3 | 0 | 1 | 11 | 4  | +7 |
| 2    | Uruguai  | 5 | 4 | 2 | 1 | 1 | 4  | 6  | –2 |
| 3    | Colômbia | 1 | 4 | 0 | 1 | 3 | 3  | 8  | –5 |

| 28 de abril de 1957 | Uruguai                 | 2 – 0     | Paraguai | Centenário, Montevidéu                                       |
|                     | Benítez 8' · Correa 65' | Relatório |          | Árbitro: John Husband Auxiliares: Roberto Fuster Juan Brozzi |

| 16 de junho de 1957 | Colômbia   | 1 – 1     | Uruguai     | El Campín, Bogotá                                            |
|                     | Arango 15' | Relatório | Ambrois 51' | Árbitro: John Husband Auxiliares: Roberto Fuster Juan Brozzi |

| 20 de junho de 1957 | Colômbia      | 2 – 3     | Paraguai                         | El Campín, Bogotá                                            |
|                     | Gutiérrez 10' | Relatório | Saguier 20', 88' · Echeverri 67' | Árbitro: John Husband Auxiliares: Roberto Fuster Juan Brozzi |

| 30 de junho de 1957 | Uruguai          | 1 – 0     | Colômbia | Centenário, Montevidéu                                     |
|                     | Míguez 89' (pen) | Relatório |          | Árbitro: John Husband Auxiliares: Juan Brozzi, Luis Ventre |

| 7 de julho de 1957 | Paraguai                      | 3 – 0     | Colômbia | Puerto Sagonia, Assunção                                      |
|                    | Saguier 11', 77' · Agüero 27' | Relatório |          | Árbitro: John Husband Auxiliares: Roberto Fuster, Luís Ventre |

| 14 de julho de 1957 | Paraguai                                                  | 5 – 0     | Uruguai | Puerto Sagonia, Assunção                                   |
|                     | Amarilla 5', 48', 59' · Agüero 86' · Enrique Jara Saguier | Relatório |         | Árbitro: John Husband Auxiliares: Luís Ventre, Juan Brozzi |

## América do Norte, América Central e Caribe
Foram jogadas duas fases:
- Primeira Fase: Os 6 times foram divididos em 2 grupos com 3 times cada (Grupo 1 com times da América do Norte e Grupo 2 com times da América Central e Caribe) que se enfrentariam em jogos de ida e volta. Os campeões de grupo avançariam à Fase Final.
- Fase Final: Os 2 times se enfrentariam em ida e volta. O vencedor se classificaria.

### CONCACAF - Primeira Fase

#### Grupo 1
| 7 de abril de 1957 | México                                                      | 6 – 0     | Estados Unidos | Ciudád de los Deportes, Cidade do México                                                       |
|                    | A. Hernández 15', 65' · Gutiérrez 26' · Rejes 35', 70', 78' | Relatório |                | Árbitro: Walter van Rosberg Auxiliar 1: Fernando Buergo Elcuaz Auxiliar 2: Ramiro García Rosas |

| 28 de abril de 1957 | Estados Unidos | 2 – 7     | México                                                                         | Memorial Coliseum, Los Angeles                                           |
|                     | Murphy 6', 43' | Relatório | A. Hernández 22', 36', 82' · Gutiérrez 38' · H. Hernández 65', 87' · Sesma 79' | Árbitro: Raymond Morgan Auxiliar 1: Joseph Aquin Auxiliar 2: David Aiton |

| 22 de junho de 1957 | Canadá                                                   | 5 – 1     | Estados Unidos   | Varsity Stadium, Toronto                                                 |
|                     | McLeod 32' · Philley 35' · Hughes 55', 80' · Stewart 57' | Relatório | Keough 25' (pen) | Árbitro: Harry Sadler Auxiliar 1: Hugh McLeon Auxiliar 2: Raymond Morgan |

| 30 de junho de 1957 | México                           | 3 – 0     | Canadá | Olímpico Universitário, Cidade do México |
|                     | Gonzáles 5', 46' · Gutiérrez 46' | Relatório |        | Árbitro: Walter van Rosberg              |

| 3 de julho de 1957 | Canadá | 0 – 2     | México                   | Olímpico Universitário, Cidade do México                                             |
|                    |        | Relatório | Gutiérrez 8' · Sesma 28' | Árbitro: Walter van Rosberg Auxiliar 1: Ramiro García Rosas Auxiliar 2: Harry Sadler |

| 6 de julho de 1957 | Estados Unidos           | 2 – 3     | Canadá                                 | Public School Ground, Saint Louis                                             |
|                    | Mendoza 42' · Murphy 80' | Relatório | Philley 9' · Steckiw 12' · Stewart 25' | Árbitro: Stan Lutostanski Auxiliar 1: Larry Sucher Auxiliar 2: Julio Gonzalez |

| Pos. | Time           | Pts | J | V | E | D | GP | GC |
| ---- | -------------- | --- | - | - | - | - | -- | -- |
| 1    | México         | 8   | 4 | 4 | 0 | 0 | 18 | 2  |
| 2    | Canadá         | 4   | 4 | 2 | 0 | 2 | 8  | 8  |
| 3    | Estados Unidos | 0   | 4 | 0 | 0 | 4 | 5  | 21 |

O México avança à Fase Final.

#### Grupo 2
| 10 de fevereiro de 1957 | Guatemala                 | 2 – 6     | Costa Rica                                                  | Mateo Flores, Cidade da Guatemala                                                       |
|                         | Vikers 19' · Espinoza 87' | Relatório | Mora 11', 28', 38' · Rodríguez 17' · Campos 48' · Rojas 78' | Árbitro: José Antonio Sundheim Auxiliar 1: Donaldo Castillo Auxiliar 2: Gabriel Sánchez |

| 17 de fevereiro de 1957 | Costa Rica                                | 3 – 1     | Guatemala     | Estádio Nacional, San José                                                         |
|                         | Rodríguez 12' · Brenes 28' · Gonzáles 65' | Relatório | Contreras 61' | Árbitro: Ovidio Orrego Auxiliar 1: Ricardo Rivas Méndez Auxiliar 2: Alfredo Penman |

- O jogo entre Costa Rica e Guatemala foi interrompido aos 66 minutos porque a seleção guatemalteca abandonou o jogo

| 3 de março de 1957 | Costa Rica                         | 4 – 0     | Território de Curaçao | Estádio Nacional, San José                                                            |
|                    | González 16', 63' · Rojas 35', 67' | Relatório |                       | Árbitro: Charles McKenna Auxiliar 1: Ricardo Rivas Méndez Auxiliar 2: Gabriel Sánchez |

| 14 de março de 1957 | Guatemala     | 1 – 3     | Território de Curaçao           | Mateo Flores, Cidade da Guatemala                                                         |
|                     | Contreras 51' | Relatório | De Lanoy 23', 31' · Meulens 65' | Árbitro: José Antonio Sundheim Auxiliar 1: Ricardo Rivas Méndez Auxiliar 2: Ramón Azmitia |

| 4 de agosto de 1957 | Território de Curaçao | 1 – 2     | Costa Rica              | Rif Stadium, Willemstad                                                      |
|                     | Sambo 21'             | Relatório | Brenes 53' · Campos 60' | Árbitro: Vincenzo Orlandini Auxiliar 1: B. Jackson Auxiliar 2: Héctor Osorio |

| 4 de agosto de 1957 | Território de Curaçao | Cancelado | Guatemala |  |
|                     |                       |           |           |  |

- Curaçao x Guatemala não foi realizado pois os jogadores guatemaltecos não tiveram permissão para viajar até Curaçao. Nenhum time conseguiria a classificação de qualquer maneira.

| Pos. | Time                  | Pts | J | V | E | D | GP | GC |
| ---- | --------------------- | --- | - | - | - | - | -- | -- |
| 1    | Costa Rica            | 8   | 4 | 4 | 0 | 0 | 15 | 4  |
| 2    | Território de Curaçao | 2   | 3 | 1 | 0 | 2 | 4  | 7  |
| 3    | Guatemala             | 0   | 3 | 0 | 0 | 3 | 4  | 12 |

A Costa Rica avança à Fase Final

### CONCACAF - Fase Final
| 20 de outubro de 1957 | México                   | 2 – 0     | Costa Rica | Olímpico Universitário, Cidade do México                                    |
|                       | Belmonte 77' · López 86' | Relatório |            | Árbitro: John Husband Auxiliar 1: Jean Lumarque Auxiliar 2: Gabriel Sánchez |

| 27 de outubro de 1957 | Costa Rica | 1 – 1     | México    | La Sabana, San José                                                            |
|                       | Quiros 32' | Relatório | López 27' | Árbitro: Gabriel Sánchez Auxiliar 1: Jean Lumarque Auxiliar 2: Charles McKenna |

| Pos. | Time       | Pts | J | V | E | D | GP | GC |
| ---- | ---------- | --- | - | - | - | - | -- | -- |
| 1    | México     | 3   | 2 | 1 | 1 | 0 | 3  | 1  |
| 2    | Costa Rica | 1   | 2 | 0 | 1 | 1 | 1  | 3  |

- Classificado: México

## África e Ásia
A FIFA rejeitou as entradas de  Etiópia e  Coreia do Sul. Os 9 times restantes se enfrentariam num torneio com jogos em ida e volta. O campeão do torneio se classificaria.

### CAF / AFC - Fase Preliminar
|  | Indonésia | Cancelado | Taiwan |  |
|  |           |           |        |  |

Taiwan desistiu, então a Indonésia classificou-se automaticamente.

### CAF / AFC - Primeira Fase

#### Grupo 1
- Austrália desistiu.

| 12 de maio de 1957 | Indonésia       | 2 – 0     | China | Gelora Bung Karno Stadium, Jacarta                                    |
|                    | Ramang 47', 80' | Relatório |       | Árbitro: Cesare Jonni Auxiliar 1: Kan Gorn Cho Auxiliar 2: Thang U Ba |

| 2 de junho de 1957 | China                                                            | 4 – 3     | Indonésia                     | Xiannongtan Stadium, Pequim                                             |
|                    | Zhang Honggen 1' · Nian Weisi 9' · Sun Fucheng 47' · Wang Lu 75' | Relatório | Ramang 25', 55' · Witarsa 70' | Árbitro: P. Chakrabarti Auxiliar 1: Thang U Ba Auxiliar 2: Kan Gorn Cho |

| Pos. | Time      | Pts      | J        | V        | E        | D        | GP       | GC       |
| ---- | --------- | -------- | -------- | -------- | -------- | -------- | -------- | -------- |
| 1=   | China     | 2        | 2        | 1        | 0        | 1        | 4        | 5        |
| 1=   | Indonésia | 2        | 2        | 1        | 0        | 1        | 5        | 4        |
| -    | Austrália | desistiu | desistiu | desistiu | desistiu | desistiu | desistiu | desistiu |

- China e Indonésia empataram nos pontos e um jogo desempate foi jogado em campo neutro para definir quem ficaria com a vaga.

| 23 de junho de 1957 | Indonésia | 0 – 0 (Pro) | China | Aung San Stadium, Rangoon                                            |
|                     |           | Relatório   |       | Árbitro: Thang U Ba Auxiliar 1: Kan Gorn Cho Auxiliar 2: Kyan Stan U |

- A Indonésia avançou à Segunda Fase por ter um melhor goal average.

#### Grupo 2
|  | Turquia | Cancelado | Israel |  |
|  |         |           |        |  |

- A Turquia recusou-se a jogar contra Israel, então este classificou-se automaticamente à Segunda Fase.

#### Grupo 3
|  | Chipre | Cancelado | Egíto |  |
|  |        |           |       |  |

- O Chipre desistiu, então o Egito classificou-se automaticamente para a Segunda Fase.

#### Grupo 4
| 8 de março de 1957 | Sudão            | 1 – 0     | Síria | Stade de Khartoum, Cartum                                                       |
|                    | El Din Osman 78' | Relatório |       | Árbitro: Ricardo Pieri Auxiliar 1: Adhan Hachnovic Auxiliar 2: Emmanuel Sitaras |

| 24 de maio de 1957 | Síria      | 1 – 1     | Sudão            | Abbasiyyin Stadium, Damasco                                                       |
|                    | Ciabra 70' | Relatório | El Din Osman 38' | Árbitro: Jean Ioannidis Auxiliar 1: Adham Machnouk Auxiliar 2: Abdin Abdel Rahman |

| Pos. | Time  | Pts | J | V | E | D | GP | GC |
| ---- | ----- | --- | - | - | - | - | -- | -- |
| 1    | Sudão | 3   | 2 | 1 | 1 | 0 | 2  | 1  |
| 2    | Síria | 1   | 2 | 0 | 1 | 1 | 1  | 2  |

O Sudão classifica-se à Segunda Fase.

### CAF / AFC - Segunda Fase
A Indonésia desistiu após a FIFA ter rejeitado seu pedido de enfrentar Israel em campo neutro. A seleção israelense classifica-se à Fase Final automaticamente.
O  Egito desistiu, então  Sudão classifica-se à Fase Final automaticamente.

### CAF / AFC Fase Final e Repescagem
O  Sudão recusou-se a enfrentar  Israel, portanto os Israelenses estariam tecnicamente classificados automaticamente, mas antes do início das Eliminatórias, a FIFA havia decretado que nenhum time se classificaria sem ao menos jogar uma partida (exceto o defensor do título e o país-sede), e Israel ainda não tinha entrado em campo.
Então um grupo especial foi criado entre Israel e um vice-campeão de um dos grupos da UEFA, onde se enfrentariam em jogos de ida e volta com o vencedor se classificando para a Copa. Depois que a  Bélgica declinou o convite, o  País de Gales, segundo colocado no Grupo 4 da UEFA, foi a equipe escolhida para enfrentar Israel.
| 15 de janeiro de 1958 | Israel | 0 – 2 | País de Gales             | Ramat Gan, Tel Aviv                                                    |
|                       |        |       | Allchurch 38' · Bowen 65' | Árbitro: Maurice Guigue Auxiliar 1: Jean Ioannidis Auxiliar 2: Gavalas |

| 5 de fevereiro 1958 | País de Gales             | 2 – 0     | Israel | Ninian Park, Cardiff                                                  |
|                     | Allchurch 76' · Jones 80' | Relatório |        | Árbitro: Klas Schipper Auxiliar 1: A. Alretch Auxiliar 2: G.C. Florin |

| Pos. | Time          | Pts | J | V | E | D | GP | GC |
| ---- | ------------- | --- | - | - | - | - | -- | -- |
| 1    | País de Gales | 4   | 2 | 2 | 0 | 0 | 4  | 0  |
| 2    | Israel        | 0   | 2 | 0 | 0 | 2 | 0  | 4  |

- Classificado: País de Gales

Sendo assim, nenhum time da África ou Ásia se classificou.

## Times classificados
| Time                   | Participação | Part. Consecutiva | Última Aparição |
| ---------------------- | ------------ | ----------------- | --------------- |
| Alemanha Ocidental (c) | 4ª           | 2                 | 1954            |
| Argentina              | 3ª           | 1                 | 1934            |
| Áustria                | 3ª           | 2                 | 1954            |
| Brasil                 | 6ª           | 6                 | 1954            |
| Escócia                | 2ª           | 2                 | 1954            |
| França                 | 5ª           | 2                 | 1954            |
| Hungria                | 4ª           | 2                 | 1954            |
| Inglaterra             | 3ª           | 3                 | 1954            |
| Irlanda do Norte       | 1ª           | 1                 | -               |
| Iugoslávia             | 4ª           | 3                 | 1954            |
| México                 | 4ª           | 3                 | 1954            |
| País de Gales          | 1ª           | 1                 | -               |
| Paraguai               | 3ª           | 1                 | 1950            |
| Suécia (s)             | 4ª           | 1                 | 1950            |
| Tchecoslováquia        | 4ª           | 2                 | 1954            |
| União Soviética        | 1ª           | 1                 | -               |

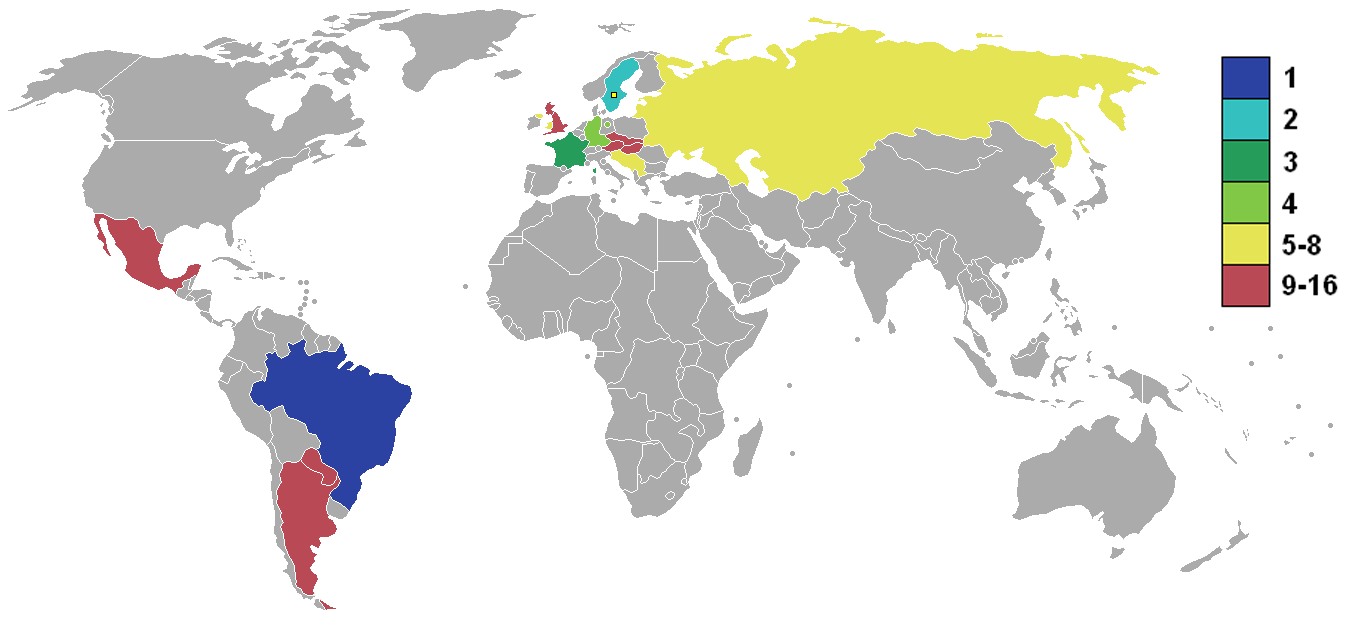
Países classificados

(s) - classificado automaticamente como país-sede

(c) - classificado automaticamente como defensor do título